# Marty Riessen

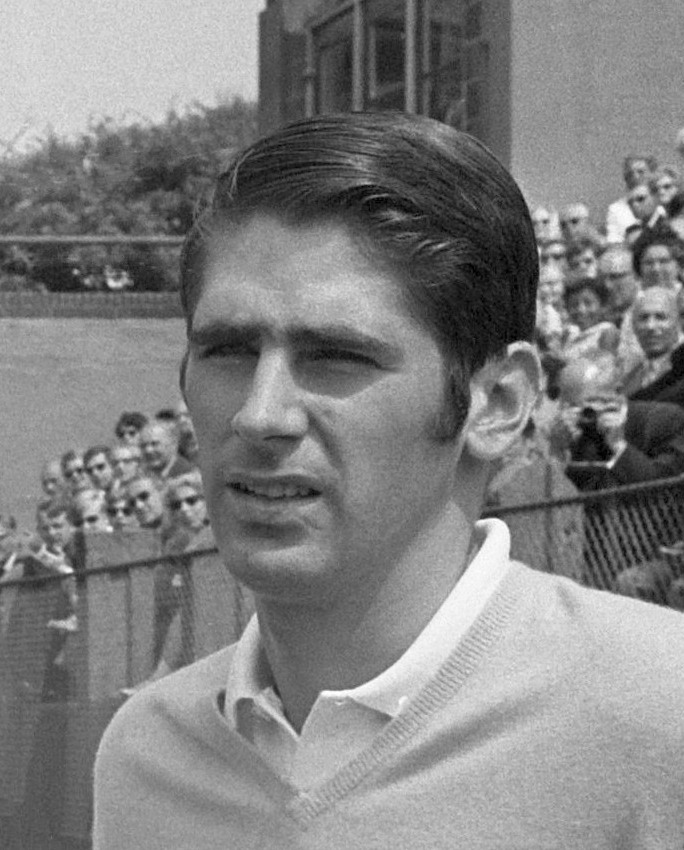
Retrato de Marty Riessen

Marty Riessen (n, 4 de diciembre de 1941) es un jugador estadounidense de tenis. En su carrera conquistó 6 torneos ATP de individuales y 53 torneos ATP de dobles. Su mejor posición en el ranking de individuales fue el N.º 8 en el 1971. En 1963 y 1971 llegó a cuartos de final del US Open, en 1965 llegó a cuartos de final de Wimbledon y en 1971 llegó a cuartos de final del Abierto de Australia.